# Bitúrids
Els bitúrids (Byturidae) són una família de coleòpters polífags de la superfamília dels cucujoïdeus, amb només 7 gèneres i 24 espècies conegudes. Les seves larves, com les de l'espècie Byturus unicolor, es desenvolupen en fruits com els gerds i d'altres plantes (com les del gènere Geum).

## Taxonomia
Els bitúrids es subdivideixen en dues subfamílies:
- Subfamília Platydascillinae Pic, 1914
- Subfamília Byturinae Gistel, 1848

Els Byturinae tenen una distribució holàrtica. Els Platydascillinae viuen al sud-est d'Àsia.